# Tetramorium dysderke
Tetramorium dysderke är en myrart som beskrevs av Bolton 1980. Tetramorium dysderke ingår i släktet Tetramorium och familjen myror. Inga underarter finns listade i Catalogue of Life.